# Кабул-шах
Кабул-шах — номинальный хан западной части Чагатайского улуса (Мавераннахр) в 1364—1366 или в 1364—1370 годах.
По одной версии, — сын Дурджи, сына Илджикдая (Ильчигидая), сына Дува (Тува)-хана, сына Борак-хана, правнука Чагатая. По утверждению Муин ад-Дина Натанзи, был сыном Дженкши-хана, правителя Семиречья в 1336-1338 гг., другого потомка Чагатая.
Суфийский дервиш. Жил в горах в пещере. Писал стихи.
По рассказу Фасиха аль-Хавафи (XV век), Кабул-шаха в 1364 году «вытащили из рубища дервиша и возвысили на ханство» эмиры Хусейн и Тимур, захватившие Мавераннахр.
Согласно Шараф ад-Дину Али Йазди, автору официальной истории Тимура, утверждение на ханский престол сопровождалось церемонией: Кабул-шаха переодели в царскую одежду, устроили многолюдное пиршество, ему вручили царский кубок, и все присутствующие в знак признания его власти девять раз преклонили колено.
Далее существует две версии. По одной из них он был в 1370 году казнён по приказу Тимура, ставшего единоличным правителем Мавераннахра, и на его место был поставлен Суюргатмыш (ум. 1384).
По другой версии Кабул-шах был смещён уже в 1366 году, и ханом стал некий Хуббе , который вскоре также был казнен; о его происхождении ничего не известно. После Хуббе ханом был провозглашён Адил-Султан, согласно придворному историку Тимуридов Муин ад-Дину Натанзи - сын Кабул-шаха. Точная дата этого события не известна; в «Зафар-наме» Йазди его имя упоминается в 1369 г.; Адил-Султан был казнён в 1370 г.  сразу после победы Тимура в 1370 г. над эмиром Хусейном.